# أرتاز لو فيفيي
أرتاز لو فيفيي هي بلدية فرنسية تقع في إقليم الأردين في منطقة غراند إيست.   